# Meliboeus subulatus
Meliboeus subulatus es una especie de escarabajo del género Meliboeus, familia Buprestidae. Fue descrita científicamente por Morawitz en 1861.